# Tatewik Sasandarjan

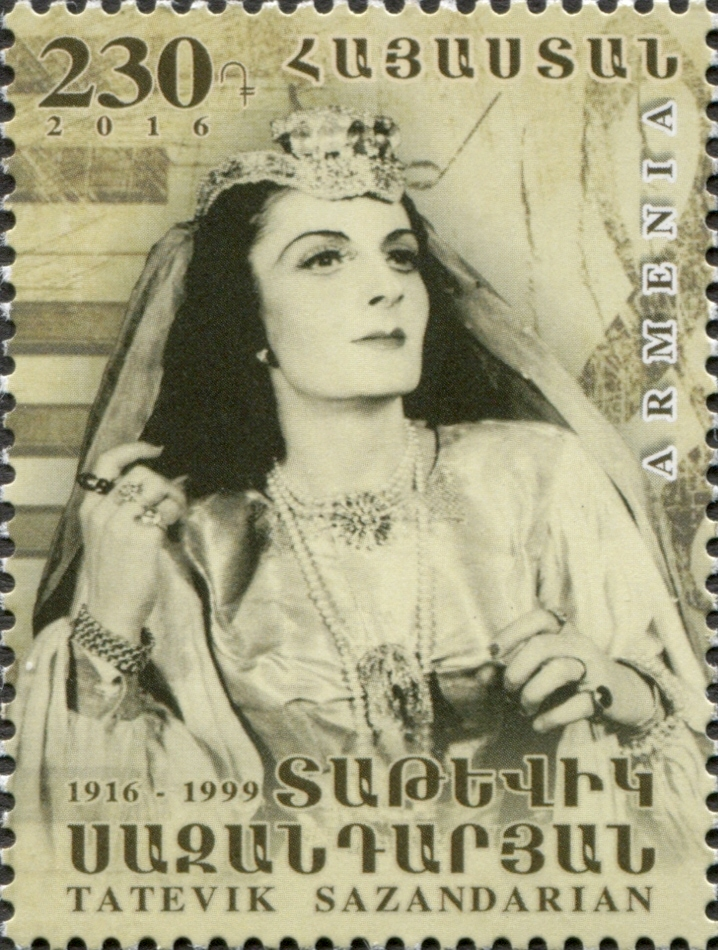
Tatewik Sasandarjan (Armenische Post 2016)

Tatewik (Tatjana) Tigranowna Sasandarjan (armenisch Տաթևիկ Տիգրանի Սազանդարյան; russisch Татевик (Татьяна) Тиграновна Сазандарян; * 20. Augustjul. / 2. September 1916greg. im Dorf Chndsoresk bei Goris; † 6. Oktober 1999 in Jerewan) war eine sowjetische bzw. armenische Mezzosopranistin und Hochschullehrerin.

## Leben
Sandarjan wuchs in Baku auf und wurde mit 10 Jahren Solistin im Schulchor. In das Haus der Eltern kamen Manuk Abeghjan und andere bedeutende Kulturschaffende. Mit ihrem Vater ging sie oft ins Theater, wo sie die Mezzosopranistin Fatma Muchtarowa und andere Künstler kennenlernte.
Mit 16 Jahren kam sie nach Moskau, wo sie vergeblich versuchte, wie ihre Brüder an der Universität Moskau zu studieren. Sie arbeitete in einer Fahrradfabrik, in der sie bald aufgrund ihrer Gesangskunst in die Laienkunstgruppe aufgenommen wurde. Die Gruppe trat wiederholt in Städten der UdSSR auf. Als sie mit der Gruppe und Künstlern im Moskauer Kreml auftrat, bemerkte der 2. Sekretär des Zentralkomitees der Armenischen Kommunistischen Partei ihre Begabung, worauf sie zum Vorsingen im Haus der Kultur der Armenischen Sozialistischen Sowjetrepublik (SSR) in Moskau eingeiaden wurde. Zuhörer waren Aram Chatschaturjan, der sie begleitete, die Direktoren der Moskauer Philharmonie und des Bolschoi-Theaters und der Opernsänger Bartoni (Barchudarjan), der gerade aus Italien zurückgekommen war und ihr Lehrer wurde. Darauf konnte sie Gesang im Studio des Hauses der Kultur Armeniens studieren. Auch studierte sie bei Ruben Simonow in seinem Theater-Studio.
Ab 1933 trat Sasandarjan in Konzerten auf. Das Gesang-Studium schloss sie 1937 ab und wurde Solistin des nach Aleksandr Spendiarjan benannten Opern- und Ballett-Theaters Jerewan (bis 1971). Das Studium am Staatlichen Konservatorium Jerewan schloss sie 1960 ab. Sie gab Gastspiele in den Städten der UdSSR, im Iran, im Libanon, in Schweden, Tunis, Ungarn, Syrien (1956), Belgien (1958, 1962), Griechenland (1959), in der Tschechoslowakei (1960) und in Frankreich (1963).
Zu Sasandarjans Repertoire gehörten Partien der Opern Almast Aleksandr Spendiarjans, Arschak II. Dikran Tschuchadschjans, David Bek Armen Tigranjans, Die Heldin Haro Stepanjans, Sajat-Nowa Alexander Arutjunjans, Die Zarenbraut, Fürst Igor, Aida, Samson et Dalila, Die junge Garde Julij Mejtus', Oedipus Rex, Carmen, Die Adlerfestung Andrey Babayevs, Im Sonnenschein Anuschawan Ter-Gewondjans, Eugen Onegin und Faust.
Ab 1961 lehrte Sasandarjan am Konservatorium Jerewan mit Ernennung zur Professorin 1970 und Leitung des Lehrstuhls für Sologesang 1977–1979. Daneben hatte sie 1972–1977 den Lehrstuhl für Sologesang des Staatlichen Instituts für Theater und Kinematographie Jerewan geleitet.
Sasandarjan war Mitglied der KPdSU seit 1949 und Abgeordnete im Obersten Sowjet der UdSSR in der 5. Sitzungsperiode (1958–1962). Sie war mit dem Geiger Akon Chandschjan verheiratet, der die Verwaltung für Kunstangelegenheiten der Armenischen SSR leitete. Ihr Sohn David Chandschjan (1940–1981) war Pianist, Dirigent und Komponist.

## Ehrungen, Preise
- Orden des Roten Banners der Arbeit (1939)
- Verdiente Künstlerin der Armenischen SSR (1944)
- Volkskünstlerin der Armenischen SSR (1947)
- Volkskünstlerin der Aserbaidschanischen SSR (1947)
- Stalinpreis III. Klasse (1951 für die Partie in der Oper Die Heldin)[3]
- Volkskünstlerin der UdSSR (1956)[3]
- Staatspreis der Armenischen SSR
- Orden der Völkerfreundschaft (1986)
- Mesrop-Maschtoz-Orden Armeniens (1997)
- diverse Medaillen